# 제이덕
제이덕(J-Dogg, 본명: 김민수, 1980년 8월 18일 ~ )은 대한민국의 가수다.

## 소속 그룹
- 라임버스

## 소속사
- 부다사운드

## 출신 학교
- 백양초등학교
- 백양중학교
- 낙동고등학교

## 같이 보기
- 피제이